# OKo1
OKo1 – tendrzak przystosowany do szybkiego ruchu pasażerskiego.
Jednakową prędkość w obydwóch kierunkach jazdy uzyskano przez dodanie dwóch dwuosiowych wózków. Jego prędkość maksymalna wynosi 100 km/h. Jest to konstrukcja pruska, produkowana przez firmę Vulcan ze Szczecina jako seria T18; w kolejach niemieckich nosiła oznaczenie serii 78.
Dla kolei niemieckich zbudowano 534 lokomotywy pod oznaczeniem 78 0-5, 8 maszyn dla kolei tureckich, a ostatnią tego typu wybudowano w 1939 dla prywatnych kolei. W Polsce skoncentrowane były w dyrekcji poznańskiej (MD Poznań Osobowa, Jarocin, Zbąszynek i in.)
Z PKP ostatnia została wycofana w 1975 roku z Zielonej Góry. Do celów muzealnych pozostawiono lokomotywę OKo1-3, która znajduje się w Muzeum Kolejnictwa w Warszawie.